# パラミツ
パラミツ（ハラミツ、波羅蜜、菠蘿蜜、学名：Artocarpus heterophyllus）はクワ科パンノキ属の常緑高木。英語で、ジャックフルーツ（英: Jackfruit）と呼ばれ、東南アジア、南アジア、アフリカ、ブラジルで果樹などとして栽培されている。東アジアでは台湾南部や中国海南省、広東省、雲南省などで栽培されている。原産はインドからバングラデシュと考えられている。

## 名称
バングラデシュ（ベンガル語）ではカタール（kathal）、インド（ヒンディー語）ではカタル（katal）、インドネシア語やマレー語ではナンカ（nangka）、フィリピン（タガログ語）ではランカ (langka)、タイではカヌーン（タイ語: ขนุน）、ベトナム語ではミッ（mít）と呼ばれる。
和名は漢語由来の波羅蜜であるが、ほかにマレー語のナンカを語源とする南果（なんか）とも呼ばれ、同属異種のパンノキとの対比で、パラミツの木を長実パンの木（ながみぱんのき）とも呼ぶ。
英語でjackfruit（ジャックフルーツ）と呼ばれるのは、マラヤラム語の「chakka」が、ポルトガル語に借用されて「jaca」となり、それが英語に借用され、類型を示すfruitと結びついた結果と考えられる。

## 形態

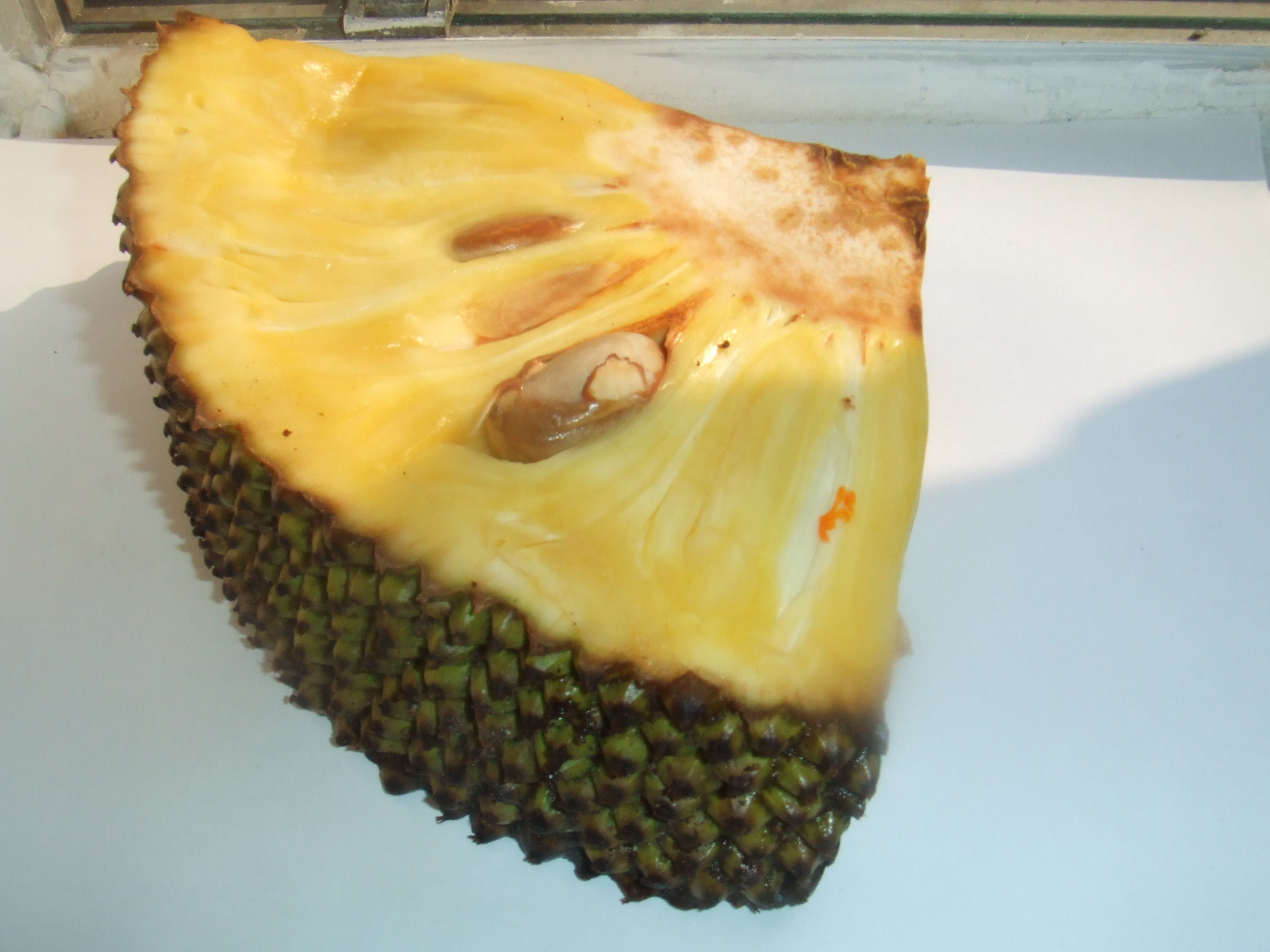
輪切りにして1/4に割った果実。種の周囲に果肉があり、他の果肉との間に仮種皮がある

常緑の高木で、葉は成木では長楕円形だが、幼木では大きな切れ込みがあり、学名（種小名）のheteropyllum（異形葉）は、こうした成木と幼木で著しく葉の形が異なることを指している。 雌雄同株で、雄花のみをつける雄花序は枝の先につくが、雌花のみをつける雌花序は幹生花と呼ばれ、幹に直接つく。
幹や太い枝に連なってぶら下がる果実は長さ70cm、幅40cm、重さ40-50kgに達することもあり、世界最大の果実といわれる。その形は、歪んだ球形や楕円形が多いが、ときに円柱形となり、長さにも差がある。果実の表面には数mmのいぼ状の突起があり、熟すと全体に黄色になり、強烈な甘い匂いを放つ。果実はクワ科の特徴である集合果で、花序を形成する組織の多くが合着して果実となる。繊維状にほぐれる淡黄色から黄色の果肉や仮種皮を食用にする。種子は2cmほどのやや長円形で、これも食用になる。パラミツは実生から3年で果実をつけることもあるほど生長が早い。

### コパラミツの送粉体系
同属のコパラミツ（チャンパダ、cempedak、A. integer）で、非常にユニークな送粉体系が2000年に報告された。コパラミツの雄花序には接合菌コウガイケカビ属の一種（Choanephora sp.）が共生して菌糸体を広げて胞子をつけており、Contarinia属の2種のキノコバエの仲間が飛来して菌を摂食し、産卵する。雌花序には菌は共生しないが、キノコバエは雄花序と同じ臭いに騙されてこちらにも飛来し、雄花序を訪れたときに付着した花粉を運ぶ。雄花序で孵化した幼虫は、ここに繁殖した菌を食べて成長する。

## 利用

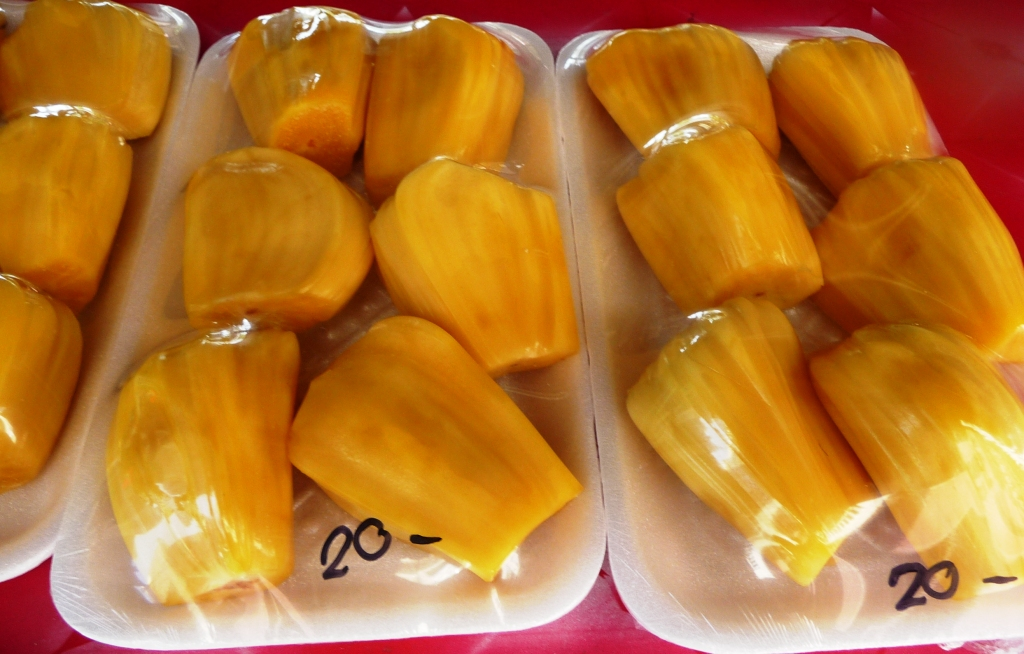
スーパーマーケットで売られる果肉。中に種がある

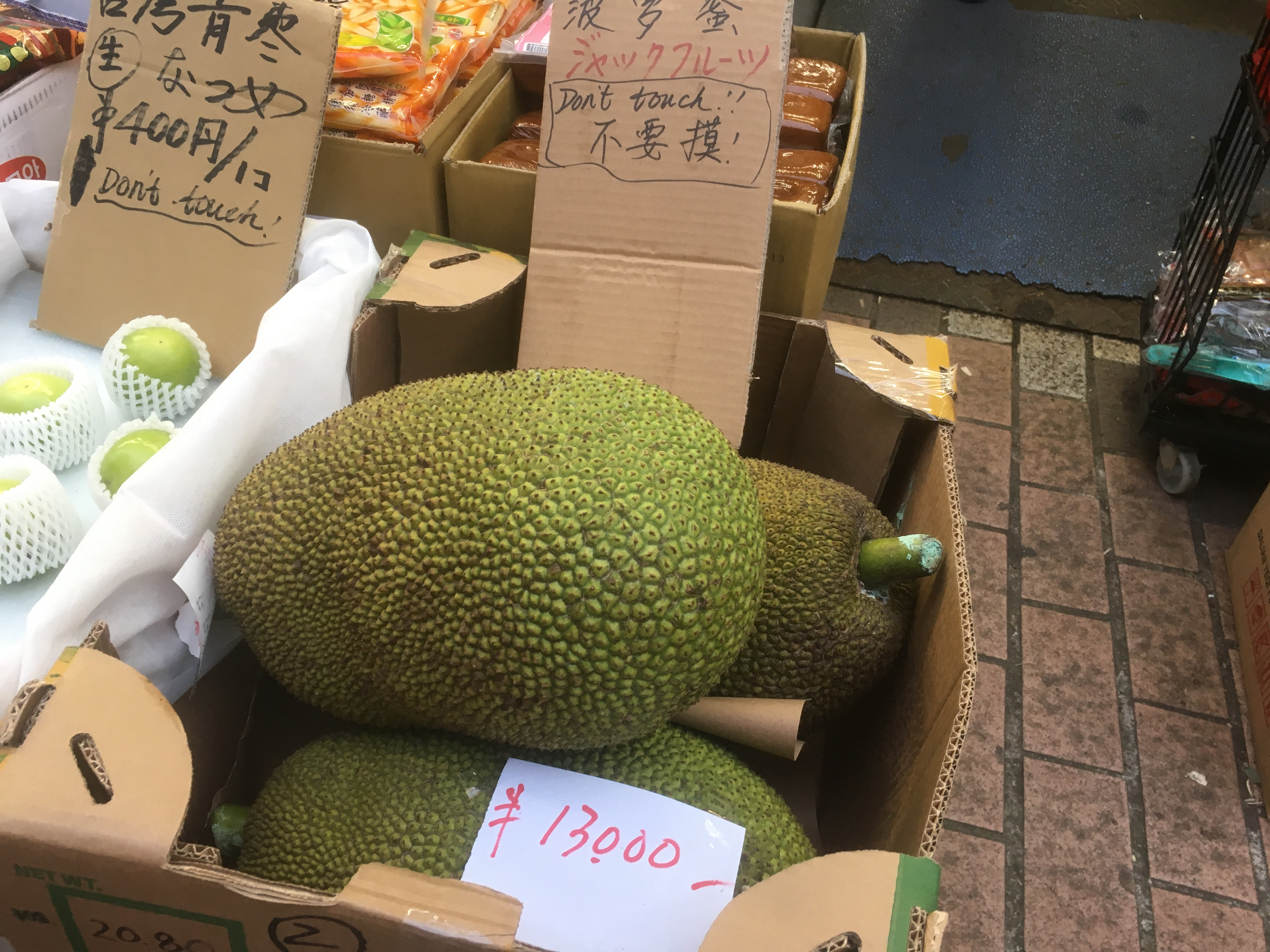
パラミツ、日本にて

熟した果肉や仮種皮は甘く、生で食用にされる。樹脂分を含み、みずみずしさには乏しいが、弾力や粘りのある食感がある。未熟な果実は野菜として、タイ料理、ベトナム料理やインドネシア料理などで煮物、炒め物などに使われる。種子は焼くか茹でることで食用にされる。
熟す前の果肉は、デザートではなく総菜として食用となる。果肉をほぐしながら熱を通すと、熱を通したマグロ（ツナ）肉・牛肉のようになるため、代替肉として利用される。
産地から遠く離れた欧米および日本では、輸入果実を扱う専門店にて空輸された生の果実が購入できる他に、シロップ煮缶詰、チップス、乾燥果実が一般的である。 
葉と根は薬用になる。
パラミツの木材は建材、家具、仏像、印鑑の他、ガムランなどの楽器に使われる。また、材は仏僧の法衣などの黄色の染料に使われる。

## ギャラリー
- インドのパラミツの木
- 木を見上げた様子
- パラミツの葉
- 果実の表面
- 縦に切った果実
- 種子
- 中国雲南省昆明での路上販売
- タイ・バンコクの駅での量り売り
- ジャックフルーツチップ
- タイ東北部の未熟果実と豚肉を使った料理タム・カヌーン（ตำขนุน）
- 幹の断面
- パラミツ材を使ったフィリピンの楽器Kutiyapi